# Anton Schall
Anton Toni Schall (Viena, 22 de juny de 1907 - Basilea, 10 d'agost de 1947) fou un futbolista austríac de la dècada de 1930.
Fou internacional amb Àustria, amb la qual participà en la Copa del Món de 1934. Fou jugador de l'Admira Viena. També fou entrenador del FC Basel.
És considerat un dels futbolistes austríacs més importants.